# Erik Nilsson (cầu thủ bóng đá, sinh 1989)
Erik Nilsson (sinh ngày 30 tháng 7 năm 1989) là một cầu thủ bóng đá người Thụy Điển thi đấu cho IK Brage ở Superettan ở vị trí tiền vệ.